# Last Call, Live at the Boston Tea Party
Last Call, Live at the Boston Tea Party è un album di Otis Spann, pubblicato dalla Mr. Cat Music Records nel 2000. Il disco fu registrato dal vivo il 2 aprile del 1970 (tre settimane prima della scomparsa del pianista) al Boston Tea Party di Boston, Massachusetts (Stati Uniti).

## Tracce
1. Country Girl – 5:15 (Otis Spann)
2. Get on Down to the Nitty Gritty – 4:26 (Luther Johnson)
3. Long Distance Call – 10:27 (McKinley Morganfield)
4. I Got My Mojo Working – 4:55 (McKinley Morganfield)
5. Chains of Love – 7:43 (Ahmet Ertegun, Harry Van Wells)
6. Stomp with Spann – 2:33 (Otis Spann)
7. My Baby (Sweet as an Apple) – 6:53 (Otis Spann)
8. I Wonder Why – 4:10 (copyright control)
9. My Man – 5:48 (Otis Spann)
10. Blues for Otis – 6:33 (Peter Malick)

## Musicisti
- Otis Spann - pianoforte
- Lucille Spann - voce
- Luther Snake Johnson - chitarra, voce (brani: 2, 3 e 4)
- Luther Snake Johnson - chitarra (brano: 7)
- Peter Malick - chitarra
- Peter Malick - chitarra, voce (brano: 10)
- Ted Parkins - basso
- Richard Ponte - batteria